# Matt Szczur
Matt Szczur (né le 20 juillet 1989 à Cape May, New Jersey, États-Unis) est un ancien joueur de champ extérieur de la Ligue majeure de baseball.

## Carrière
Matt Szczur est réclamé par les Dodgers de Los Angeles au 38e tour de sélection du repêchage amateur en 2007, mais il repousse l'offre et s'engage à l'université Villanova, à Philadelphie, où il joue au baseball et au football américain comme ailier éloigné de l'équipe des Wildcats. En 2010, il devient le premier joueur de baseball de l'université depuis 1997 à conserver une moyenne au bâton de, 400.
En 2010, Szczur est repêché au 5e tour par les Cubs de Chicago. En janvier suivant, il renonce au football et reçoit pour son engagement envers les Cubs un contrat de 1,5 million de dollars. En juillet 2011, il représente les Cubs au match des étoiles du futur disputé à Phoenix.
Matt Szczur fait ses débuts dans le baseball majeur avec Chicago le 17 août 2014 contre les Mets de New York.

## Vie personnelle
Matt Szczur est de descendance polonaise et son nom de famille, en anglais, se prononce comme « Caesar ».
En 2010, Szczur fait don de cellules périphériques à un enfant âgé de 19 mois atteint de leucémie. Les chances de trouver un donneur compatible ne sont que d'une sur 80 000. Trois ans plus tard, le jeune patient, que Szczur ne connaissait pas, est en rémission. Szczur supporte un programme de don de moelle osseuse, dont il est donneur, et fait l'objet d'un reportage de E:60 sur la chaîne ESPN2.